# Actinote surima
Actinote surima är en fjärilsart som beskrevs av William Schaus 1902. Actinote surima ingår i släktet Actinote och familjen praktfjärilar. Inga underarter finns listade i Catalogue of Life.